# Národní park Waterton Lakes
Národní park Waterton Lakes je národní park v Kanadě, jenž leží v jihozápadním cípu provincie Alberta. Sousedí s národním parkem Glacier v Montaně, ve Spojených státech amerických. Společně byly roku 1995 zapsány na seznam přírodního světového dědictví UNESCO pod názvem Mezinárodní park míru Waterton-Glacier. Waterton byl čtvrtým kanadským národním parkem, vznikl v roce 1895. Je pojmenován po jezeře Waterton Lake, které je pojmenováno po přírodovědci a ochránci přírody Charlesi Watertonovi. Jeho areál se nachází mezi Skalistými horami a Kanadskými prériemi. Má rozlohu 505 km2. Je spravován státní agenturou Parks Canada. Je otevřen návštěvníkům po celý rok, ale hlavní turistická sezóna je v červenci a srpnu. Jediná komerční zařízení dostupná v parku se nacházejí v městském areálu Waterton Park. Nadmořská výška v parku se pohybuje od 1290 do 2910 metrů nad mořem (hora Blakiston). Park nabízí mnoho malebných stezek, včetně stezky Crypt Lake. Každoročně park navštíví okolo půl milionu turistů.